# Villotilla
Villotilla es una localidad y también una pedanía española de Villaturde, perteneciente a la provincia de Palencia y a la comunidad autónoma de Castilla y León. Este municipio está compuesto por otros dos pueblos más que son Villacuende y Villanueva de los Nabos. Se encuentra a unos 7,5 km de la localidad cercana de Carrión de los Condes y a unos 58 km de la capital palentina. Pertenece a la comarca de Tierra de Campos y está muy próxima a la ruta del Camino de Santiago y a la autovía que lleva su nombre.

## Demografía
Evolución de la población en el siglo XXI
| Gráfica de evolución demográfica de Villotilla entre 2000 y 2020   |
|                                                                    |
| Población de derecho (2000-2020) según el padrón municipal del INE |

## Historia
A la caída del Antiguo Régimen la localidad se constituye en municipio constitucional que en el censo de 1842 contaba con 15 hogares y 78 vecinos, para posteriormente integrarse en Villaturde.